# この差って何ですか?
『この差って何ですか?』（このさってなんですか?）は、TBS系列で放送されていた、世の中のさまざまな事象の中の“差”を徹底追跡するバラエティ番組である
。全193回。

## 概要
2014年7月2日未明（1日深夜）と同年12月7日午後にパイロット版が放送され、2015年4月12日から毎週日曜日の19:00 - 19:57（初回は18:30開始の2時間半スペシャルを放送）（JST）にてレギュラー放送が始まった。加藤浩次がTBSのゴールデンタイムでのレギュラー番組のMCを務めるのは、『がっちりアカデミー!!』以来4年ぶりとなる。
TBSのゴールデンタイム新番組では2011年10月開始の『炎の体育会TV』以来の高視聴率でスタートした。
開始以後、20時台の『駆け込みドクター!運命を変える健康診断』との交互2時間SPが続いたが、6月14日放送分は初の1時間番組となった。その後、同年8月から12月は改編期を除き、1時間で放送されることが多かったが、2016年に入ってから再び『駆け込みドクター!』との交互2時間SPを放送することが増えていた。
2016年4月17日より放送時間を30分繰り上げ・29分拡大し、18:30 - 19:56の86分番組に変更された（枠拡大後初回は20:56までの2時間半スペシャルを放送）。
同年10月より、毎週火曜日19:00 - 19:56の放送枠へ枠移動・縮小となる。枠移動後、2016年度下期は全ての回で2時間スペシャルとして放送されていたが、2017年4月18日には枠移動後初の通常放送となった。また2017年8月は開始以来初めて一回も休止が無かった。
2017年11月より、同年10月改編での全曜日20時台・22時台番組の正時スタート移行に伴い、本番組は4分拡大し、19:00 - 20:00での放送となった。
2020年度の放送より、本記事の下記のコーナーよりも優先的に「昭和・平成の流行歌の差」を取り上げるようになり、歌番組としての要素も含んでいる。
2021年4月改編により、同年3月2日で終了。最終回は前半に売上No.1のチェーン店について、後半はファンである加藤がプレゼンターを務める形で尾崎豊の楽曲について取り上げた。終了間際に加藤がプレゼンに対し視聴した尾崎のファンから間違いなどの意見などがあろう事を踏まえて「文句、苦情受け付けません!なぜならこの番組今日で終わりだからです!さよなら!!」と唐突に最終回である事を告げて締めの挨拶をし、その後に川田が「6年半ありがとうございました｣、カビラもナレーションで「またお耳にかかります」とそれぞれ挨拶して7年間の放送を締めくくった。同年4月13日より、後番組として『オトラクション』がレギュラー化され放送を開始した。
2021年7月20日に、前述の「昭和・平成の流行歌の差」のコーナー企画から派生（単独番組化）した、“歌詞特化型”音楽番組『この歌詞が刺さった!グッとフレーズ』が放送。MCはレギュラー版に引き続き加藤浩次が、進行役は江藤愛（TBSアナウンサー）が担当。その後も、不定期特番としての放送が続いている。

## 出演者

### MC
- 加藤浩次（極楽とんぼ）
- 川田裕美[注 1] - 2020年5月19日放送分より産休のため一時降板。2021年1月12日放送分より復帰[11]。
- 川田産休期間限定の週替わりMC（2020年5月26日 - ）
  - 朝日奈央
  - 池田美優
  - 光浦靖子
  - 川島明（麒麟）
  - 国山ハセン（TBSアナウンサー）
  - ほか

### レギュラーパネラー
- 土田晃之
- 上地雄輔[注 2]

### 準レギュラーパネラー
- 岡田圭右（ますだおかだ）

### 準レギュラー調査員
- さかなクン

### 過去の出演者
- 枡田絵理奈（MC、出演時TBSアナウンサー） - パイロット版のみ
- 赤江珠緒 (MC) - レギュラー版、2015年4月12日 - 2017年3月21日[注 3]

### ナレーション
- ジョン・カビラ

## 主なコーナー
外国人がわからない日本の差!
街頭で日本に滞在する外国人にインタビューし、彼らが理解しにくい二つの物の差について調査・検証する。
コレをやったらこんなに差がつきました
料理や掃除など、生活の中でプロの使うテクニックを使うとこれだけ便利になるということを紹介する。
平成元年と平成27年の差
身の回りの物で、平成元年と現在で大きく変わっていることを取り上げ、その理由といつから変わったかを紹介する。
この差1GP
健康情報などで、一般のアンケートで上位になったもののどれが最も有効か実験する。
言われると気になるこの差ランキング
気になる「差」について1000人にアンケートを行い、上位になったものについて説明する。
日本一の産地で作る○○の差
ある食材について、日本一の産地に行き、その場所ならではの料理法を紹介する。
日本全国ご当地スーパーの差
上記コーナーと続けて放送。各地のスーパーにある、東京とは異なる食材などを紹介する。
実験!どれぐらい「差」があるんですか?
差が生まれる境界線はどこだ?　　
プロの料理人にリクエスト、この料理に差をつけて下さい!!
製造メーカーがアドバイス!差がつくワンポイントテクニック!
実は見た目に差があるこの2つ 値段が高いのはどっち?

## ネット局と放送時間

### パイロット版1
| 放送対象地域  | 放送局                    | 系列           | 放送日         | 放送時間                     | 遅れ       |
| ------------- | ------------------------- | -------------- | -------------- | ---------------------------- | ---------- |
| 関東広域圏    | TBSテレビ（TBS）          | TBS系列        | 2014年7月2日   | 水曜 0:03 - 1:18（火曜深夜） | 製作局     |
| 北海道        | 北海道放送（HBC）         | TBS系列        | 2014年7月2日   | 水曜 0:03 - 1:18（火曜深夜） | 同時ネット |
| 岩手県        | IBC岩手放送（IBC）        | TBS系列        | 2014年7月2日   | 水曜 0:03 - 1:18（火曜深夜） | 同時ネット |
| 宮城県        | 東北放送（TBC）           | TBS系列        | 2014年7月2日   | 水曜 0:03 - 1:18（火曜深夜） | 同時ネット |
| 山形県        | テレビユー山形（TUY）     | TBS系列        | 2014年7月2日   | 水曜 0:03 - 1:18（火曜深夜） | 同時ネット |
| 福島県        | テレビユー福島（TUF）     | TBS系列        | 2014年7月2日   | 水曜 0:03 - 1:18（火曜深夜） | 同時ネット |
| 長野県        | 信越放送（SBC）           | TBS系列        | 2014年7月2日   | 水曜 0:03 - 1:18（火曜深夜） | 同時ネット |
| 静岡県        | 静岡放送（SBS）           | TBS系列        | 2014年7月2日   | 水曜 0:03 - 1:18（火曜深夜） | 同時ネット |
| 鳥取県 島根県 | 山陰放送（BSS）           | TBS系列        | 2014年7月2日   | 水曜 0:03 - 1:18（火曜深夜） | 同時ネット |
| 福岡県        | RKB毎日放送（RKB）        | TBS系列        | 2014年7月2日   | 水曜 0:03 - 1:18（火曜深夜） | 同時ネット |
| 熊本県        | 熊本放送（RKK）           | TBS系列        | 2014年7月2日   | 水曜 0:03 - 1:18（火曜深夜） | 同時ネット |
| 中京広域圏    | CBCテレビ（CBC）          | TBS系列        | 2014年7月8日   | 火曜 1:08 - 2:31（月曜深夜） | 遅れネット |
| 岡山県 香川県 | 山陽放送（RSK）           | TBS系列        | 2014年7月9日   | 水曜 0:33 - 1:48（火曜深夜） | 遅れネット |
| 愛媛県        | あいテレビ（itv）         | TBS系列        | 2014年10月4日  | 土曜 15:30 - 16:54           | 遅れネット |
| 近畿広域圏    | 毎日放送（MBS）           | TBS系列        | 2014年10月6日  | 月曜 1:54 - 3:09（日曜深夜） | 遅れネット |
| 長崎県        | 長崎放送（NBC）           | TBS系列        | 2014年10月10日 | 金曜 0:07 - 1:22（木曜深夜） | 遅れネット |
| 石川県        | 北陸放送（MRO）           | TBS系列        | 2014年10月22日 | 水曜 23:53 - 翌1:08          | 遅れネット |
| 広島県        | 中国放送（RCC）           | TBS系列        | 2014年10月30日 | 木曜 23:53 - 翌1:08          | 遅れネット |
| 青森県        | 青森テレビ（ATV）         | TBS系列        | 2015年1月2日   | 金曜 0:40 - 1:50（木曜深夜） | 遅れネット |
| 秋田県        | 秋田放送（ABS）           | 日本テレビ系列 | 2015年1月11日  | 日曜 12:00 - 12:55           | 遅れネット |
| 富山県        | チューリップテレビ（TUT） | TBS系列        | 2015年4月9日   | 木曜 0:08 - 1:23（水曜深夜） | 遅れネット |

### パイロット版2
| 放送対象地域  | 放送局                    | 系列    | 放送日         | 放送時間                     | 遅れ       |
| ------------- | ------------------------- | ------- | -------------- | ---------------------------- | ---------- |
| 関東広域圏    | TBSテレビ（TBS）          | TBS系列 | 2014年12月7日  | 日曜 14:00 - 14:54           | 製作局     |
| 近畿広域圏    | 毎日放送（MBS）           | TBS系列 | 2014年12月14日 | 日曜 0:58 - 1:58（土曜深夜） | 遅れネット |
| 福岡県        | RKB毎日放送（RKB）        | TBS系列 | 2014年12月21日 | 日曜 16:00 - 17:00           | 遅れネット |
| 山梨県        | テレビ山梨（UTY）         | TBS系列 | 2014年12月24日 | 木曜 20:00 - 20:58           | 遅れネット |
| 宮崎県        | 宮崎放送（mrt）           | TBS系列 | 2014年12月29日 | 月曜 10:30 - 11:30           | 遅れネット |
| 長崎県        | 長崎放送（NBC）           | TBS系列 | 2015年1月7日   | 水曜 23:53 - 翌0:47          | 遅れネット |
| 岩手県        | IBC岩手放送（IBC）        | TBS系列 | 2015年1月10日  | 土曜 14:00 - 14:54           | 遅れネット |
| 新潟県        | 新潟放送（BSN）           | TBS系列 | 2015年1月12日  | 月曜 23:53 - 翌0:53          | 遅れネット |
| 青森県        | 青森テレビ（ATV）         | TBS系列 | 2015年1月18日  | 日曜 10:00 - 10:54           | 遅れネット |
| 愛媛県        | あいテレビ（itv）         | TBS系列 | 2015年1月18日  | 日曜 14:00 - 15:00           | 遅れネット |
| 富山県        | チューリップテレビ（TUT） | TBS系列 | 2015年1月22日  | 木曜 9:55 - 10:50            | 遅れネット |
| 北海道        | 北海道放送（HBC）         | TBS系列 | 2015年2月1日   | 日曜 16:00 - 16:54           | 遅れネット |
| 岡山県 香川県 | 山陽放送（RSK）           | TBS系列 | 2015年2月18日  | 水曜 19:00 - 19:56           | 遅れネット |
| 静岡県        | 静岡放送（SBS）           | TBS系列 | 2015年3月14日  | 土曜 16:00 - 16:54           | 遅れネット |
| 福島県        | テレビユー福島（TUF）     | TBS系列 | 2015年3月22日  | 日曜 16:00 - 16:54           | 遅れネット |
| 中京広域圏    | CBCテレビ（CBC）          | TBS系列 | 2015年3月28日  | 土曜 16:00 - 17:00           | 遅れネット |
| 鹿児島県      | 南日本放送（MBC）         | TBS系列 | 2015年4月4日   | 土曜 16:00 - 16:54           | 遅れネット |
| 宮城県        | 東北放送（TBC）           | TBS系列 | 2015年4月5日   | 日曜 14:00 - 15:00           | 遅れネット |
| 石川県        | 北陸放送（MRO）           | TBS系列 | 2015年4月5日   | 日曜 15:00 - 15:54           | 遅れネット |
| 熊本県        | 熊本放送（RKK）           | TBS系列 | 2015年4月12日  | 日曜 15:00 - 15:54           | 遅れネット |

### レギュラー版（ネット局）
| 放送対象地域  | 放送局                    | 系列    | 放送期間        | 放送時間（JST）                                                                   | 脚注       |
| ------------- | ------------------------- | ------- | --------------- | --------------------------------------------------------------------------------- | ---------- |
| 関東広域圏    | TBSテレビ（TBS）          | TBS系列 | 2015年4月12日 - | 日曜 19:00 - 19:57 ↓ 日曜 18:30 - 19:56 ↓ 火曜 19:00 - 19:56 ↓ 火曜 19:00 - 20:00 | 製作局     |
| 北海道        | 北海道放送（HBC）         | TBS系列 | 2015年4月12日 - | 日曜 19:00 - 19:57 ↓ 日曜 18:30 - 19:56 ↓ 火曜 19:00 - 19:56 ↓ 火曜 19:00 - 20:00 | 同時ネット |
| 青森県        | 青森テレビ（ATV）         | TBS系列 | 2015年4月12日 - | 日曜 19:00 - 19:57 ↓ 日曜 18:30 - 19:56 ↓ 火曜 19:00 - 19:56 ↓ 火曜 19:00 - 20:00 | 同時ネット |
| 岩手県        | IBC岩手放送（IBC）        | TBS系列 | 2015年4月12日 - | 日曜 19:00 - 19:57 ↓ 日曜 18:30 - 19:56 ↓ 火曜 19:00 - 19:56 ↓ 火曜 19:00 - 20:00 | 同時ネット |
| 宮城県        | 東北放送（tbc）           | TBS系列 | 2015年4月12日 - | 日曜 19:00 - 19:57 ↓ 日曜 18:30 - 19:56 ↓ 火曜 19:00 - 19:56 ↓ 火曜 19:00 - 20:00 | 同時ネット |
| 山形県        | テレビユー山形（TUY）     | TBS系列 | 2015年4月12日 - | 日曜 19:00 - 19:57 ↓ 日曜 18:30 - 19:56 ↓ 火曜 19:00 - 19:56 ↓ 火曜 19:00 - 20:00 | 同時ネット |
| 福島県        | テレビユー福島（TUF）     | TBS系列 | 2015年4月12日 - | 日曜 19:00 - 19:57 ↓ 日曜 18:30 - 19:56 ↓ 火曜 19:00 - 19:56 ↓ 火曜 19:00 - 20:00 | 同時ネット |
| 山梨県        | テレビ山梨（UTY）         | TBS系列 | 2015年4月12日 - | 日曜 19:00 - 19:57 ↓ 日曜 18:30 - 19:56 ↓ 火曜 19:00 - 19:56 ↓ 火曜 19:00 - 20:00 | 同時ネット |
| 長野県        | 信越放送（SBC）           | TBS系列 | 2015年4月12日 - | 日曜 19:00 - 19:57 ↓ 日曜 18:30 - 19:56 ↓ 火曜 19:00 - 19:56 ↓ 火曜 19:00 - 20:00 | 同時ネット |
| 新潟県        | 新潟放送（BSN）           | TBS系列 | 2015年4月12日 - | 日曜 19:00 - 19:57 ↓ 日曜 18:30 - 19:56 ↓ 火曜 19:00 - 19:56 ↓ 火曜 19:00 - 20:00 | 同時ネット |
| 静岡県        | 静岡放送（SBS）           | TBS系列 | 2015年4月12日 - | 日曜 19:00 - 19:57 ↓ 日曜 18:30 - 19:56 ↓ 火曜 19:00 - 19:56 ↓ 火曜 19:00 - 20:00 | 同時ネット |
| 富山県        | チューリップテレビ（TUT） | TBS系列 | 2015年4月12日 - | 日曜 19:00 - 19:57 ↓ 日曜 18:30 - 19:56 ↓ 火曜 19:00 - 19:56 ↓ 火曜 19:00 - 20:00 | 同時ネット |
| 石川県        | 北陸放送（MRO）           | TBS系列 | 2015年4月12日 - | 日曜 19:00 - 19:57 ↓ 日曜 18:30 - 19:56 ↓ 火曜 19:00 - 19:56 ↓ 火曜 19:00 - 20:00 | 同時ネット |
| 中京広域圏    | CBCテレビ（CBC）          | TBS系列 | 2015年4月12日 - | 日曜 19:00 - 19:57 ↓ 日曜 18:30 - 19:56 ↓ 火曜 19:00 - 19:56 ↓ 火曜 19:00 - 20:00 | 同時ネット |
| 近畿広域圏    | 毎日放送（MBS）           | TBS系列 | 2015年4月12日 - | 日曜 19:00 - 19:57 ↓ 日曜 18:30 - 19:56 ↓ 火曜 19:00 - 19:56 ↓ 火曜 19:00 - 20:00 | 同時ネット |
| 鳥取県 島根県 | 山陰放送（BSS）           | TBS系列 | 2015年4月12日 - | 日曜 19:00 - 19:57 ↓ 日曜 18:30 - 19:56 ↓ 火曜 19:00 - 19:56 ↓ 火曜 19:00 - 20:00 | 同時ネット |
| 岡山県 香川県 | RSK山陽放送（RSK）        | TBS系列 | 2015年4月12日 - | 日曜 19:00 - 19:57 ↓ 日曜 18:30 - 19:56 ↓ 火曜 19:00 - 19:56 ↓ 火曜 19:00 - 20:00 | 同時ネット |
| 広島県        | 中国放送（RCC）           | TBS系列 | 2015年4月12日 - | 日曜 19:00 - 19:57 ↓ 日曜 18:30 - 19:56 ↓ 火曜 19:00 - 19:56 ↓ 火曜 19:00 - 20:00 | 同時ネット |
| 山口県        | テレビ山口（tys）         | TBS系列 | 2015年4月12日 - | 日曜 19:00 - 19:57 ↓ 日曜 18:30 - 19:56 ↓ 火曜 19:00 - 19:56 ↓ 火曜 19:00 - 20:00 | 同時ネット |
| 愛媛県        | あいテレビ（itv）         | TBS系列 | 2015年4月12日 - | 日曜 19:00 - 19:57 ↓ 日曜 18:30 - 19:56 ↓ 火曜 19:00 - 19:56 ↓ 火曜 19:00 - 20:00 | 同時ネット |
| 高知県        | テレビ高知（KUTV）        | TBS系列 | 2015年4月12日 - | 日曜 19:00 - 19:57 ↓ 日曜 18:30 - 19:56 ↓ 火曜 19:00 - 19:56 ↓ 火曜 19:00 - 20:00 | 同時ネット |
| 福岡県        | RKB毎日放送（RKB）        | TBS系列 | 2015年4月12日 - | 日曜 19:00 - 19:57 ↓ 日曜 18:30 - 19:56 ↓ 火曜 19:00 - 19:56 ↓ 火曜 19:00 - 20:00 | 同時ネット |
| 長崎県        | 長崎放送（NBC）           | TBS系列 | 2015年4月12日 - | 日曜 19:00 - 19:57 ↓ 日曜 18:30 - 19:56 ↓ 火曜 19:00 - 19:56 ↓ 火曜 19:00 - 20:00 | 同時ネット |
| 熊本県        | 熊本放送（RKK）           | TBS系列 | 2015年4月12日 - | 日曜 19:00 - 19:57 ↓ 日曜 18:30 - 19:56 ↓ 火曜 19:00 - 19:56 ↓ 火曜 19:00 - 20:00 | 同時ネット |
| 大分県        | 大分放送（OBS）           | TBS系列 | 2015年4月12日 - | 日曜 19:00 - 19:57 ↓ 日曜 18:30 - 19:56 ↓ 火曜 19:00 - 19:56 ↓ 火曜 19:00 - 20:00 | 同時ネット |
| 宮崎県        | 宮崎放送（MRT）           | TBS系列 | 2015年4月12日 - | 日曜 19:00 - 19:57 ↓ 日曜 18:30 - 19:56 ↓ 火曜 19:00 - 19:56 ↓ 火曜 19:00 - 20:00 | 同時ネット |
| 鹿児島県      | 南日本放送（MBC）         | TBS系列 | 2015年4月12日 - | 日曜 19:00 - 19:57 ↓ 日曜 18:30 - 19:56 ↓ 火曜 19:00 - 19:56 ↓ 火曜 19:00 - 20:00 | 同時ネット |
| 沖縄県        | 琉球放送（RBC）           | TBS系列 | 2015年4月12日 - | 日曜 19:00 - 19:57 ↓ 日曜 18:30 - 19:56 ↓ 火曜 19:00 - 19:56 ↓ 火曜 19:00 - 20:00 | 同時ネット |

ネット配信
| 配信元 | 更新期間        | 更新日時（JST）                                     | 脚注                 |
| ------ | --------------- | --------------------------------------------------- | -------------------- |
| TVer   | 2015年11月 -    | 日曜 19:56 更新 ↓ 火曜 19:56 更新 ↓ 火曜 20:00 更新 | 最新回限定で無料配信 |
| GYAO!  | 2015年4月14日 - | 火曜 16:00 更新                                     | 最新回限定で無料配信 |

### 変遷
| 期間       | 期間      | 放送時間（日本時間）         |
| ---------- | --------- | ---------------------------- |
| 2015.4.12  | 2016.3.20 | 日曜日 19:00 - 19:57（57分） |
| 2016.4.17  | 2016.9.18 | 日曜日 18:30 - 19:56（86分） |
| 2016.10.18 | 2017.9.19 | 火曜日 19:00 - 19:56（56分） |
| 2017.11.7  | 2021.3.2  | 火曜日 19:00 - 20:00（60分） |

## スタッフ
- 構成 - 中野俊成、山名宏和、木野聡、竹村武司
- TM - 森和哉
- TD - 藤田栄治
- VE - 柿崎祐人、對間敏文、愛川楓丈、宮本民雄【週替り】
- CC - 荒井隆之、廣岡達之【週替り】
- MIX - 清宮拓、菅原正巳、中村全希、深田瑠美子【週替り】
- LD - 高木亘、半田圭【週替り】
- 音効 - 上野大、松山矩之
- 編集 - 杉山淳
- MA - 飯田太志
- 美術プロデューサー・デザイン - 太田卓志、鈴木泰斗
- 美術制作 - 大沼陽
- 装置 - 上田怜
- 操作 - 椋野慎介（パイロット版・#2も担当）
- 電飾 - 渡辺竜明
- メカシステム - 阿部和也
- アクリル装飾 - 原弥生子
- 小道具 - 後藤千鶴
- ヘアメイク - 古屋明子
- タイトル - あわや合同会社
- キャラクターデザイン - KOKOSAC
- CG - 森三平
- イラスト：イシダコウ
- 公開放送 - 廣中信行、松元裕二
- リサーチ取材 - 喜多あおい（パイロット版・#2はリサーチ）
- リサーチ - 小泉暁、小野塚尚子、亀田貴誠、小池元太
- 協力 - OMNIBUS JAPAN、麒麟スタジオ、東京オフラインセンター、Wervers【毎週】／BeZERO【週替り】
- 編成 - 宮崎真佐子
- 宣伝 - 小谷有美【毎週】、山岸信良【週替り】
- デスク - 渡辺香織
- TK - 飛田亜也
- AD - 長谷川優太、三浦総太、鈴木渓太、藤本翔弥、福島愛香、仲埜光裕、永井輝海、服部沙美、神野慎之介、樋口翔太、松本佳奈子、本田稔、安達晃、加藤迅、館りさ子、小川和香、根本眉磨【毎週】
- サポートスタッフ - 伊澤美帆、京嶌美華子
- 制作進行 - 米谷和博、藤田典子（藤田→以前はAD→ディレクター）
- AP - 岩崎ゆかり、大川幸子【毎週】、明田未妃【週替り】
- 協力P - 服部英司【週替り】
- CP - 石黒光典
- フロアディレクター - 川名良和
- ディレクター - 中島孝志、中村慎吾（中村→一時離脱）、境清吾、真鍋正孝、桑村洋史、中岡龍馬、出井文明、守屋愛子、柴田大輔、中須賀美理【毎週】、榛澤祥希、丹川祥一（一時離脱→復帰）、白石公太、山越由貴、内出由布、佐々木泰知、橋詰圭太、齋藤裕弘、山家稔貴、葺屋香乃子、佐藤智之、林成美（桑村・中岡・中須賀・山家・葺屋・林→以前はAD）【週替り】
- 演出 - 北川剛大、赤堀哲也、後藤拓磨、猪股由太郎、照井有（赤堀・後藤・照井→以前はディレクター、北川→パイロット版・#2-レギュラー版途中までディレクター）
- 総合演出 - 河本恭平（以前は毎週演出）
- プロデューサー - 平田さおり、神田祐子
- 担当プロデューサー - 伊藤良美（伊藤→以前は演出→プロデューサー、ディレクター/演出の回あり）
- 制作 - TBSテレビ制作局制作1部
- 製作著作 - TBS

### 過去のスタッフ
- 構成 - 河口ワタル、一文無隼人、村上洋賢
- TM - 丹野至之、森享宏、小澤義春、荒木健一（荒木→一時離脱→復帰）
- TD - 柳田智明
- VE - 野上正樹、大場貴文、木野内洋、姫野雅美
- CC - 小笠原朋樹、中村年正（中村→パイロット版・#2はCAM）
- MIX - 浜崎健（パイロット版・#2）、角田彰久、中村年希、吉田洸
- LD - 清水朝彦（パイロット版・#2）、渋谷康治
- 編集 - 大橋一明（パイロット版・#2はEED）、米山滋、若山友信
- MA - 轉石裕治
- 美術プロデューサー・デザイン - 桝本瑠璃
- 美術制作 - 朝川菜美
- 装置 - 谷平慎二（パイロット版・#2）、相良比佐夫
- 操作 - 椋野慎介（パイロット版・#2）、中尾了輔
- 電飾 - 西田和正（パイロット版・#2）、入江智喜
- メカシステム - 濱口利行
- アクリル装飾 - 青木剛
- ヘアメイク - アーツ（パイロット版・#2）
- 音効 - 太田光則（パイロット版・#2）、石﨑野乃、田中寿一
- CG - 堀内信吾（パイロット版・#2）
- リサーチ - 亀ヶ谷美名、荒井元気
- 協力 - TBSテックス、東通、エヌ・エス・ティー、ティ・エル・シー、アックス（共にパイロット版・#2）
- 編成 - 渡辺信也（パイロット版・#2-）、今井夏木、御法川隼斗、嵯峨祥平、中島啓介、上田淳也、青木伸介
- 宣伝 - 小林久幸、藤原萌子、井田有香
- マネージメントP - 西川永哲（パイロット版・#2）、豊田壮一、渡辺英樹
- 担当P - 小林弘典
- AD - 五井翔太、實光美々佳（共にパイロット版・#2）、植松綾香、秋山典彦、寺島惇、舘野智昭、伊林雄一郎、内藤宏紀、樋口メモリ、武田欣樹、関直輝、池田祐一朗、米山美咲（米山→パイロット版・#2-）、中村美咲、木下大樹、細谷佳史、矢山海咲、松本凌、山崎亮、姜雪梅、長谷川裕貴、藤田紗彩、林貴光、吉池朗、金谷穂乃香、内藤真奈、江澤良紀
- サポートスタッフ - 鐘美珊、成本愛理、竹田千夏
- AP - 松本純子、新井田寛之、大熊早貴、古川芙紗子
- セカンドスクリーン運営 - 安江圭
- AD/ディレクター - 藤原聖明
- ディレクター - 山中伸二、酒井謙之、大城浩一郎、大谷賢一、山口博、関根敦史、平藪直樹、石本靖二郎、布川英樹、坂本篤、鈴木博久、木村亮、永井宏幸、松谷夢々、志村翔(耕)平（志村→以前はAD、耕平名義）、速水勇／森俊平、岡順一郎、武石一也、折田将臣、大本佳祐、渡邊伸、黒江達也、豊原香住（以前はAD/ディレクター）、神野基彦、吉住理、小西憲太郎（小西→パイロット版・#2-）、中間拓郎、岡部大五郎（岡部→以前はAD）
- 演出 - 児山昌平、松原拓也（松原→以前はディレクター）、平野亮一／柴田貴幸、石野浩史
- 総合演出 - 床波芳孝
- エグゼクティブプロデューサー - 正木敦
- 制作協力 - ドリマックス・テレビジョン